# Hoot
Hoot és una pel·lícula estaunidenca de 2005. És una comèdia familiar, basada en la novel·la homònima de Carl Hiaasen. Va ser escrita i dirigida per Wil Shriner, i produïda per New Line Cinema i Walden Media. La pel·lícula és protagonitzada per Luke Wilson, Logan Lerman, Brie Larson, Tim Blake Nelson, Neil Flynn i Robert Wagner. El rodatge va tenir lloc de juliol a setembre de 2005 a Florida, amb rodatge addicional a Califòrnia el gener següent. La pel·lícula es va estrenar el 5 de maig de 2006. Hoot va ser un fracàs comercial.
La pel·lícula tracta sobre un grup de nens que intenten salvar un hàbitat de mussol de la destrucció. El seu hàbitat es troba al lloc de construcció previst d'una casa de creps. El promotor del projecte té la intenció de procedir independentment dels danys ambientals que ocasionaria. Hoot inclou mussols en viu i música de Jimmy Buffett. Buffett també figura com a coproductor i va interpretar el paper del Sr. Ryan, el professor de ciències.

## Resum
Roy Eberhardt (Logan Lerman) porta tota la vida sent "el noi nou". A causa del treball del seu pare, s'ha mudat tantes vegades que ha perdut el compte dels col·legis on ha estudiat (sis des de la llar d'infants) i les ciutats on ha viscut (deu) en els seus catorze anys de vida. És com l'etern estrany en terres desconegudes. En aquesta ocasió canvia el cel obert de Montana pel clima tropical de Florida i un tranquil poble anomenat Coconut Cove.
En el seu primer dia d'institut, Roy coneix al pinxo de tots els matons que li dona la benvinguda clavant-li els dits a la templa i estampant-li la cara contra la finestra de l'autobús. Però, encara que sembli estrany, li fa un favor. Si no li hagués fet això, Roy no hauria vist a través del vidre a un espigat noi ros corrent descalç pel carrer i avançant-se al autobús malgrat la calor aclaparadora. Si Roy no s'hagués fixat en aquest misteriós noi (que es diu Mullet Fingers (Cody Linley), "Dits de salmonet"), no hauria conegut a Beatrice Leep (Brie Larson), germanastra seva, que està en el mateix curs que Roy. Si no hagués conegut a Beatrice Leep, no s'hauria assabentat del nou restaurant que està a punt d'obrir-se a Coconut Cove i que pertany a una de les cadenes de restaurants més populars dels Estats Units. I si no s'hagués assabentat de l'obertura d'aquest restaurant, no hi hauria descobert l'amenaça que representa per a la població local d'òlibes, els nius se situen precisament en el lloc on van construir la nova franquícia.